# 황인택
황인택(黃仁澤, 2003년 4월 1일 ~ )은 대한민국의 축구 선수로 포지션은 왼쪽 풀백, 센터백, 수비형 미드필더이며 현재 K리그1 수원 FC 소속이다.

## 참고 자료
- '제 2의 김영권' 황인택, 빌드업에 능한 왼발 센터백